# Peter Ludwig
Peter Ludwig (ur. 9 lipca 1925 w Koblencji, zm. 22 lipca 1996 w Akwizgranie) – niemiecki przemysłowiec, mecenas sztuki, fundator wielu muzeów sztuki.

## Życiorys
Urodził się jako syn prawnika i córki rodu przemysłowców Klöcknerów, właścicieli stoczni i zakładów przemysłu ciężkiego. Uczęszczał do gimnazjum typu humanistycznego, w roku 1943 zdał maturę. Po zwolnieniu z amerykańskiej niewoli 1946 rozpoczął studia historii sztuki, archeologii, historii i filozofii na Uniwersytecie w Moguncji.
W roku 1951 ożenił się z Ireną Monheim (ur. 17 czerwca 1927) i rozpoczął pracę w firmie Leonarda Monheima, właściciela fabryk wyrobów czekoladowych.
Peter Ludwig zmarł nagle 22 lipca 1996 wskutek zawału serca. Jego wdowa Irena stworzyła na bazie fundacji „Ludwig Stiftung für Kunst und internationale Verständigung GmbH” fundację „Peter und Irene Ludwig Stiftung”.

## Działalność
W roku 1957 rozpoczął współpracę z muzeami sztuki w Kolonii i Akwizgranie. Korzystając z zamożności, stał się sponsorem i fundatorem wielu muzeów i innych instytucji kulturalnych.
- 1976: Museum Ludwig, Kolonia
- 1977: Suermondt-Ludwig-Museum, Akwizgran
- 1981: Museum Moderner Kunst Stiftung Ludwig, Wiedeń
- 1981: Antikenmuseum Basel und Sammlung Ludwig, Bazylea
- 1983: Ludwig Museum Schloss Oberhausen, Oberhausen
- 1989: Haus Ludwig, Saarlouis
- 1989: Ludwig Museum of Contemporary Art, Budapeszt
- 1991: Ludwig Forum für Internationale Kunst, Akwizgran
- 1992: Ludwig Museum im Deutschherrenhaus, Koblencja
- 1994: Fundación Ludwig de Cuba, Hawana
- 1994: Kolekcja Ludwiga, Bamberg
- 1995: Muzeum Ludwiga w Muzeum Rosyjskim, Petersburg
- 1996: Muzeum Ludwiga Sztuki Międzynarodowej, Pekin

Zgromadzone przez niego zbiory dzieł sztuki zostały rozmieszczone w dziewiętnastu muzeach pięciu krajów.
Działalność małżeństwa Ludwig budziła wiele kontrowersji. Zarzucano im m.in. wspieranie byłego nadwornego rzeźbiarza Hitlera, Arno Brekera, który wykonał po wielu miesiącach pozowania naturalistyczne portrety Piotra i Ireny Ludwigów.
W 1980 Andy Warhol wykonał portret Petera Ludwiga w technice sitodruku w formacie 100×100 cm.

## Odznaczenia i tytuły
Peter Ludwig został uhonorowany wieloma odznaczeniami, m.in. Komandorią Legii Honorowej (1988) oraz doktoratami honorowymi.
Doktoraty honorowe
- 1975: Uniwersytet w Bazylei
- 1983: Uniwersytet Karola Marksa w Lipsku
- 1985: Akademia Sztuk Pięknych w Sofii
- 1987: Uniwersytet Vermont w Burlington, USA
- 1988: Wyższa Szkoła Sztuk Pięknych w Budapeszcie
- 1990: Uniwersytet w Barcelonie
- 1991: Akademia Sztuk Pięknych w Hawanie, Kuba
- 1995: Uniwersytet w Hawanie, Kuba
- 1995: Akademia Sztuk Pięknych w Bukareszcie